# Lycenchelys rassi
Lycenchelys rassi är en fiskart som beskrevs av Andriashev, 1955. Lycenchelys rassi ingår i släktet Lycenchelys och familjen tånglakefiskar. Inga underarter finns listade i Catalogue of Life.